# Бад Лакі
Вільям Еверетт «Бад» Лакі (William Everett «Bud» Luckey; 28 липня 1934 — 24 лютого 2018) — американський аніматор, карикатурист, співак, музикант, дизайнер, художник і актор. Працював в анімаційній студії Pixar дизайнером персонажів у багатьох фільмах, серед яких «Історія іграшок», «Баранчик», «Історія іграшок 2», «Життя комах», «Корпорація монстрів», «У пошуках Немо», «Тачки» та «Рататуй». Лакі також озвучив Ріка Дікера у фільмі «Суперсімейка», Колуна в «Історії іграшок 3» та Віслюка Іа у фільмі «Вінні Пух» (2011). Озвучував персонажів у фільмах Діснея і Піксара до виходу на пенсію в 2014 році.

## Біографія
Вільям Еверетт Луккі народився в Біллінгсі, штат Монтана 28 липня 1934 р.
Під час Корейської війни служив у ВПС США. Пізніше він служив в якості художника-ілюстратора в союзних окупаційних силах НАТО в Європі і Північній Африці з 1953 по 1954 році і, нарешті, у стратегічному авіаційному командуванні у 1954-57 До середини 1960-х залишався резервістом ВВС..
Після завершення служби у ВВС вступив до Художнього інституту Chouinard (нині — відділ Каліфорнійського інституту мистецтв) де вчився з 1957 по 1960 роки. Стажувався у компанії Діснея і та в Університеті Південної Каліфорнії у аніматора Арта Баббіта. Після закінчення університету деякий час працював помічником / учнем Бетбіта в Quartet Films у Лос-Анджелесі.
У 1961 році працював аніматором «Елвін Шоу», мультиплікатором та режисером серіалів телевізійного журналу Mad, анімаційного фільму «Миша та його дитина» та асистентом аніматора першого анімаційного фільму Дона Блата «Таємниця щурів».
З 1961 по 1969 рік працював в рекламному агентстві.
Протягом 1970-х років писав і анімував короткометражні фільми для освітньої програми Вулиця Сезам і Дитячої телевізійної майстерні, часто також виконуючи озвучення.
На початку 1970-х років Лакі заснував власну анімаційну студію під назвою Luckey-Zamora Picture Moving Company, а наприкінці 1980-х об'єднав свою діяльність з Colossal Pictures. У 1970-80-х роках це була найбільша анімаційна студія в районі затоки Сан-Франциско.
З 1990 року Лакі працював у компанії Pixar. Зокрема виступив як дизайнер персонажів, художник розкадровки та аніматор для Toy Story. Його дизайни персонажів також можна побачити в фільмах Життя комах, Історія іграшок 2, Корпорація монстрів, У пошуках Немо, Тачки, Рататуй, ВОЛЛ·І, Вперед і вгору та Історія іграшок 3.
У 2003 році Лакі привернув увагу до короткометражного фільму «Баранчик», який вийшов театрально як початковий мультфільм «Суперсімейки». 2003 року він був номінований на премію «Оскар» у номінації найкращий анімаційний фільм. Лакі написав сюжет, склав музику і тексти пісень, заспівав та виконав акомпанемент на банджо на саундтреці до мультфільму. Того ж року Баундін виграв нагороду ASIFA Hollywood Annie.
Загалом Лакі розробив та проілюстрував понад 100 дитячих книг, що містять його героїв, зокрема «Золоту книгу» та «Примарне світло», де були представлені персонажі «Тачок».
24 лютого 2018 року Лакі помер у своєму будинку в Ньютауні, штат Коннектикут, від інсульту у віці 83 років. Суперсімейка 2 була присвячена його пам'яті.